# Selección femenina de hockey sobre hierba de Sudáfrica

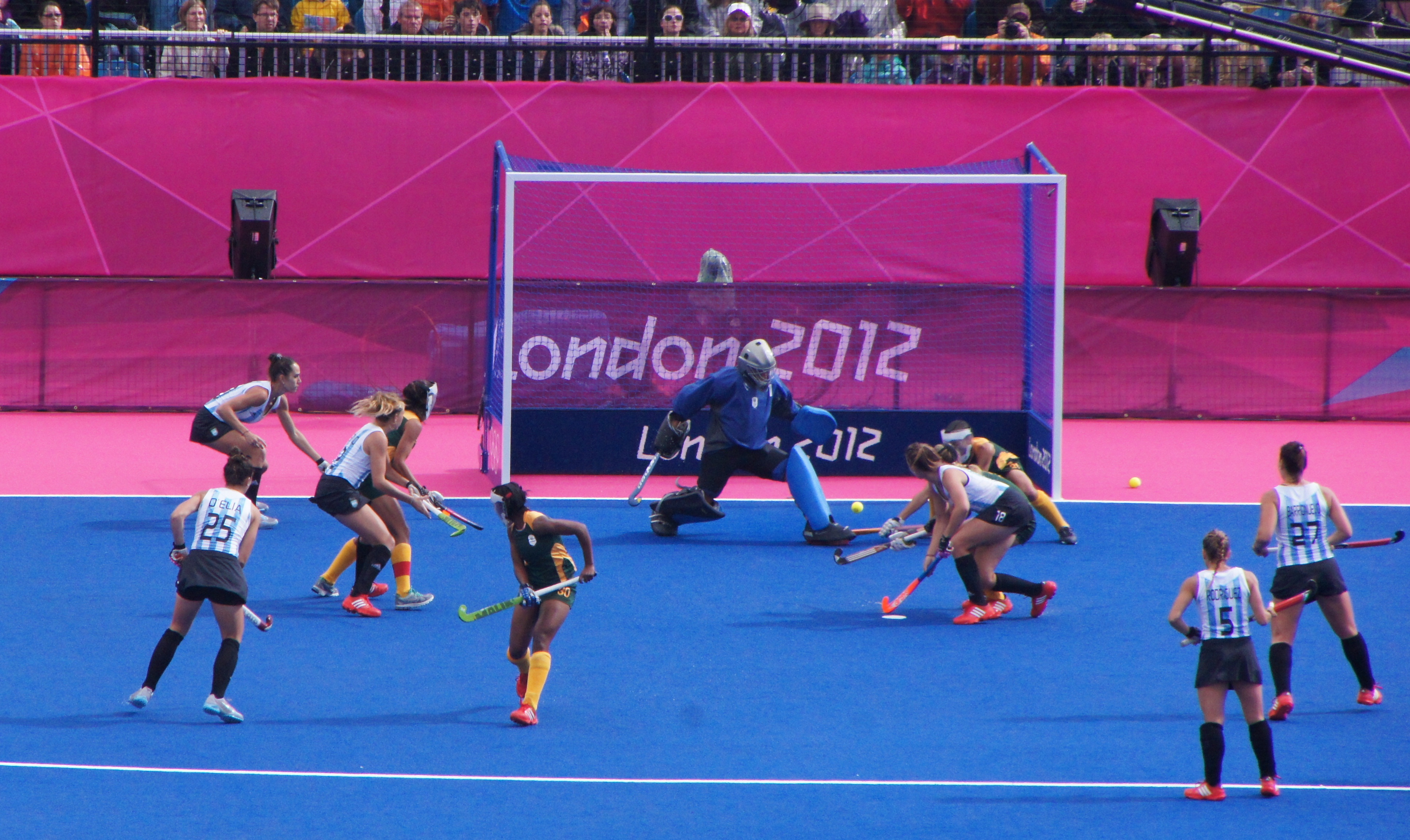
Sudáfrica en partido contra Argentina

La selección femenina de hockey sobre hierba de Sudáfrica es el equipo de hockey sobre hierba que representa a Sudáfrica en los campeonatos de selecciones femeninas.
Es el equipo más destacado de África, por lo que suele clasificar a los Juegos Olímpicos y la Copa Mundial en representación del continente. Sin embargo, disputó solamente una edición del Champions Trophy en 2000, en tanto que disputó la mayoría de las ediciones del Champions Challenge.

## Resultados

### Juegos Olímpicos
- Sídney 2000 - 10.º puesto
- Atenas 2004 - 9.º puesto
- Pekín 2008 - 11.º puesto
- Londres 2012 - 10.º puesto

### Copa Mundial
- Utrecht 1998 - 7.º puesto
- Perth 2002 - 13.º puesto
- Madrid 2006 - 12.º puesto
- Rosario 2010 - 10.º puesto
- La Haya 2014 - 9.º puesto

### Champions Trophy
- Amstelveen 2000 - 5.º puesto

### Champions Challenge
- Johannesburgo 2002: 4.º puesto
- Catania 2003: No participó
- Virginia Beach 2005:
- Bakú 2007: No participó
- Ciudad del Cabo 2009:
- Dublín 2011: 5.º puesto
- Dublín 2012: 6.º puesto
- Glasgow 2014:

### Liga Mundial
- 2012/13 – 13.º puesto
- 2014/15 – 14.º puesto

### Copa Africana de Naciones
- 1994 –
- 1998 –
- 2005 –
- 2013 –
- 2015 –

### Juegos Panafricanos
- 1995 –
- 1999 –
- 2003 –